# 염산염
화학에서 염산염 (hydrochloride)은 염산과, 아민 등의 유기 염기의 반응으로 생성되거나 생성된 것으로 간주하는 산성 염이다. 프랑스어에서 유래한 다른 이름은 클로르하이드레이트 (chlorhydrate)이다. 고풍스러운 또다른 대체 이름으로는 염산의 고대 이름인 muriatic acid에서 파생된 muriate 가 있다.

## 용도
아민을 염산염으로 전환하는 것은 수용성을 향상시키는 일반적인 방법이며, 이는 약물에 사용되는 물질에 바람직할 수 있다. 유럽 약전에는 약물의 활성 성분으로 200개 이상의 염산염이 나열되어 있다. 이러한 염산염은 유리 염기 (free base)에 비해 위장관에서 더 쉽게 용해되고 혈류로 더 빨리 흡수될 수 있다. 또한, 많은 아민 염산염은 각각의 유리 염기보다 저장 기간이 더 길다.
아민 염산염은 반응성이 더 높은 유리 염기의 잠재적 형태를 나타낸다. 이와 관련하여, 아민 염산염의 형성에 의하여 보호기의 역할을 한다. 이 효과는 아미노산의 염산염으로 설명된다. 글리신 메틸 에스테르 염산염은 상온에서 안정적인 염인데 이는 상온에서 안정되지 않은 화합물인 반응성 글리신 메틸 에스테르로 쉽게 전환될 수 있다.

## 같이 보기
- 염화물, 염산의 무기염
- 유리 염기 (화학)
- 4차 암모늄 양이온

## 참고 자료
1. ↑  Stahl, P. Heinrich; Wermuth, Camille G., 편집. (2011). 《Pharmaceutical Salts: Properties, Selection, and Use》 2판. John Wiley & Sons. ISBN 978-3-90639-051-2.
2. ↑  European Pharmacopoeia 7th Edition 2011, EDQM.
3. ↑  Myers, Andrew G.; Gleason, James L. (1999). “Asymmetric Synthesis of α-Amino Acids by the Alkylation of Pseudoephedrine Glycinamide: L-Allylglycine and N-BOC-l-Allylglycine”. 《Organic Syntheses》 76: 57. doi:10.15227/orgsyn.076.0057.
4. ↑  White, James D.; Kranemann, Christian L.; Kuntiyong, Punlop (2002). “4-Methoxycarbonyl-2-methyl-1,3-oxazole”. 《Org. Synth.》 79: 244. doi:10.15227/orgsyn.079.0244.